# Martin Gardner
Martin Gardner (21. října 1914, Tulsa, Oklahoma, USA – 22. května 2010 Norman) byl americký matematik a popularizátor vědy. 
Je známý především pro své sloupky Mathematical Games v časopisu Scientific American, které psal v letech 1956 až 1981 (kdy na něj navázal Douglas Hofstadter) a ve kterých popularizoval nové matematické koncepty. Napsal nebo editoval přes 100 knih. Zajímal se o mikromagii, iluzionismus, literaturu (zvláště o díla Lewise Carrolla), filosofii, vědecký skepticismus a náboženství.
Elwyn Berlekamp, John Conway a Richard Guy o něm prohlásili, že „přinesl více matematiky více milionům lidí než kdokoli jiný“.